# Андреа Тот
Андреа Тот (угор. Andrea Tóth, 7 серпня 1981) — угорська ватерполістка.
Учасниця Олімпійських Ігор 2004 року. Бронзова медалістка Чемпіонату Європи 2006 року.
.